# The Healer
Az 1989-es The Healer John Lee Hooker nagylemeze. Az albumon Hooker többek között Bonnie Raitt-tel, Charlie Musselwhite-tal, Los Lobosszal és Carlos Santanával működött együtt. A lemez a 62. helyig jutott a Billboard 200 listán, és egy Grammy-díjat is nyert. Szerepel az 1001 lemez, amit hallanod kell, mielőtt meghalsz című könyvben.

## Az album dalai
|     | Cím                       | Szerző(k)                                                     | Előadó(k)                   | Hossz |
| --- | ------------------------- | ------------------------------------------------------------- | --------------------------- | ----- |
| 1.  | The Healer                | John Lee Hooker, Roy Rogers, Carlos Santana, Chester Thompson | Hooker, Carlos Santana      | 5:36  |
| 2.  | I'm in the Mood           | Hooker, Bernard Besman                                        | Hooker, Bonnie Raitt        | 4:30  |
| 3.  | Baby Lee                  | Hooker, James Bracken                                         | Hooker, Robert Cray         | 3:43  |
| 4.  | Cuttin' Out               | Hooker                                                        | Hooker, Canned Heat         | 4:35  |
| 5.  | Think Twice Before You Go | Hooker                                                        | Hooker, Los Lobos           | 2:58  |
| 6.  | Sally Mae                 | Hooker, Bracken                                               | Hooker, George Thorogood    | 3:15  |
| 7.  | That's Alright            | Hooker                                                        | Hooker, Charlie Musselwhite | 4:23  |
| 8.  | Rockin' Chair             | Hooker                                                        | Hooker                      | 4:09  |
| 9.  | My Dream                  | Hooker                                                        | Hooker                      | 4:02  |
| 10. | No Substitute             | Hooker                                                        | Hooker                      | 4:07  |

## Közreműködők
- John Lee Hooker – ének, gitár, steel gitár
- Carlos Santana – gitár
- Chepito Areas – timbal
- Armando Peraza – konga
- Ndugu Chancler – dob
- Chester Thompson – billentyűk, szintetizátor
- Bonnie Raitt – ének, slide gitár
- Roy Rogers – gitár, slide gitár
- Scott Mathews – dob
- Robert Cray – gitárr
- Richard Cousins – basszusgitár
- Henry Vestine – gitár
- Larry Taylor – basszusgitár
- Fito de la Parra – dob
- Charlie Musselwhite – szájharmonika
- Cesar Rosas – gitár
- David Hidalgo – gitár, harmonika
- Louie Pérez – dob
- Conrad Lozano – basszusgitár
- Steve Berlin – szaxofon
- George Thorogood – gitár
- Steve Ehrmann – basszusgitár

## Fordítás
Ez a szócikk részben vagy egészben a The Healer (album) című angol Wikipédia-szócikk ezen változatának fordításán alapul.  Az eredeti cikk szerkesztőit annak laptörténete sorolja fel. Ez a jelzés csupán a megfogalmazás eredetét és a szerzői jogokat jelzi, nem szolgál a cikkben szereplő információk forrásmegjelöléseként.